# Episoriculus
Episoriculus är ett däggdjurssläkte i familjen näbbmöss (Soricidae). Släktet utgörs av fyra arter som förekommer i Asien.

## Beskrivning
Dessa näbbmöss har en smal kropp och en jämförelsevis lång svans (ungefär lika långt som övriga kroppen). Dessutom finns små klor vid de främre fötterna. Kroppslängden varierar mellan 45 och 70 mm (utan svans) och vikten ligger mellan 4 och 7 gram.
Habitatet utgörs av våta skogar och buskmark. Individerna livnär sig på insekter, daggmaskar och andra ryggradslösa djur samt på små däggdjur. Honan kan para sig upp till två gånger per år och per kull föds cirka fem ungar.

## Systematik
Tidigare räknades Episoriculus oftast som undersläkte till Soriculus. Wilson & Reeder (2005) listar de däremot som självständig släkte. Uppdelningen begrundas med den mindre storleken och de kortare klorna. Arterna är följande:
- Episoriculus caudatus förekommer från Kashmir över södra Kina till norra Myanmar.
- Episoriculus fumidus är endemisk på Taiwan.
- Episoriculus leucops har ett utbredningsområde från Nepal över norra Indien till norra Vietnam.
- Episoriculus macrurus lever i Nepal och från södra Kina till Vietnam.

Alla arter bedöms av Internationella naturvårdsunionen som livskraftiga (Least Concern).